# Kolostoneura
Genre
Kolostoneura est un genre d'holothuries (concombres de mer) de la famille des Chiridotidae.

## Systématique
Le genre Kolostoneura a été créé en 1909 par le zoologiste allemand Ernst Siegfried Becher (d) (1884-1926).

## Liste des genres
Selon World Register of Marine Species (14 octobre 2021) :
- Kolostoneura griffithsi O'Loughlin & VandenSpiegel, 2010
- Kolostoneura novaezealandiae (Dendy & Hindle, 1907)

## Publication originale
- (de) Siegfried Becher, « Die systematische Stellung des Rhabdomolgus novaezelandiae », Archives de zoologie expérimentale et générale, Paris, Inconnu, vol. 1, no 2,‎ 1909, p. 33-43 (ISSN 0003-9667 et 2419-6347, OCLC 1482076, lire en ligne).